# Методи виявлення екзопланет

Кількість відкриттів екстрасонячних планет на рік до 2022 року, кольори вказують на метод виявлення:
Пряме спостереження
Мікролінзування
Транзит
Радіальна швидкість
Таймінг

Будь-яка планета є надзвичайно слабким джерелом світла порівняно з її материнською зіркою. Наприклад, така зоря, як Сонце, приблизно в мільярд разів яскравіша за світло, відбите від будь-якої планети, що обертається навколо неї. На додаток до внутрішньої складності виявлення такого слабкого джерела світла, світло від батьківської зірки викликає відблиск, який розмиває його. З цих причин дуже небагато з екзопланет, про які повідомлялося станом на січень 2024 року, спостерігалися безпосередньо, і ще менше було розділено на їхній головній зірці.
Натомість астрономам зазвичай доводиться вдаватися до непрямих методів виявлення позасонячних планет. Станом на 2016 рік кілька різних непрямих методів принесли успіх.

## Встановлені методи виявлення
Наступні методи принаймні один раз виявилися успішними для відкриття нової планети або виявлення вже відкритої планети:

### Метод Доплера
Зірка з планетою буде рухатися по власній маленькій орбіті у відповідь на гравітацію планети. Це призводить до зміни швидкості, з якою зірка рухається до Землі або від неї, тобто змінюється радіальна швидкість зірки відносно Землі. Радіальну швидкість можна визначити зі зміщення спектральних ліній батьківської зірки через ефект Доплера. Метод радіальної швидкості вимірює ці коливання, щоб підтвердити наявність планети за допомогою двійкової функції маси.
Швидкість зірки навколо центру мас системи набагато менша, ніж планети, тому що радіус її орбіти навколо центру мас дуже малий. (Наприклад, завдяки Юпітеру Сонце рухається приблизно на 13 м/с, а завдяки Землі – лише близько 9 см/с). Однак коливання швидкості до 3 м/с або навіть трохи менше можна виявити за допомогою сучасних спектрометрів, таких як спектрометр HARPS (Високоточний радіально-швидкісний пошук планет) на 3,6-метровому телескопі ESO в обсерваторії Ла Сілла, Чилі, спектрометр HIRES на телескопах Keck або EXPRES на телескопі Lowell Discovery. Особливо простим і недорогим методом вимірювання радіальної швидкості є "зовнішньодисперсна інтерферометрія".
Приблизно до 2012 року метод радіальної швидкості (також відомий як спектроскопія Доплера) був, безумовно, найпродуктивнішою технікою, яку використовували мисливці за планетами. (Після 2012 року метод транзиту від космічного телескопа «Кеплер» випередив його за кількістю.) Сигнал радіальної швидкості не залежить від відстані, але вимагає високого співвідношення сигнал/шум для досягнення високої точності, тому зазвичай використовується лише для відносно поблизу зірок на відстані приблизно 160 світлових років від Землі, щоб знайти планети з меншою масою. Також неможливо одночасно спостерігати за багатьма цільовими зірками за допомогою одного телескопа. Планети з масою Юпітера можна виявити навколо зірок на відстані до кількох тисяч світлових років. Цей метод легко знаходить масивні планети, які знаходяться поблизу зірок. Сучасні спектрографи також можуть легко виявляти планети з масою Юпітера, що обертаються на відстані 10 астрономічних одиниць від материнської зірки, але для виявлення цих планет потрібні багаторічні спостереження. Планети з масою Землі зараз можна виявити лише на дуже малих орбітах навколо зірок з малою масою, наприклад Проксима b.
Легше виявити планети навколо зірок з малою масою з двох причин: по-перше, на ці зірки більше впливає гравітаційне притягування планет. Друга причина полягає в тому, що маломасиві зірки головної послідовності зазвичай обертаються відносно повільно. Швидке обертання робить дані спектральних ліній менш чіткими, оскільки половина зірки швидко обертається від точки зору спостерігача, а інша половина наближається. Виявлення планет навколо більш масивних зірок легше, якщо зірка залишила головну послідовність, оскільки вихід з головної послідовності сповільнює обертання зірки.

### Транзитна фотометрія

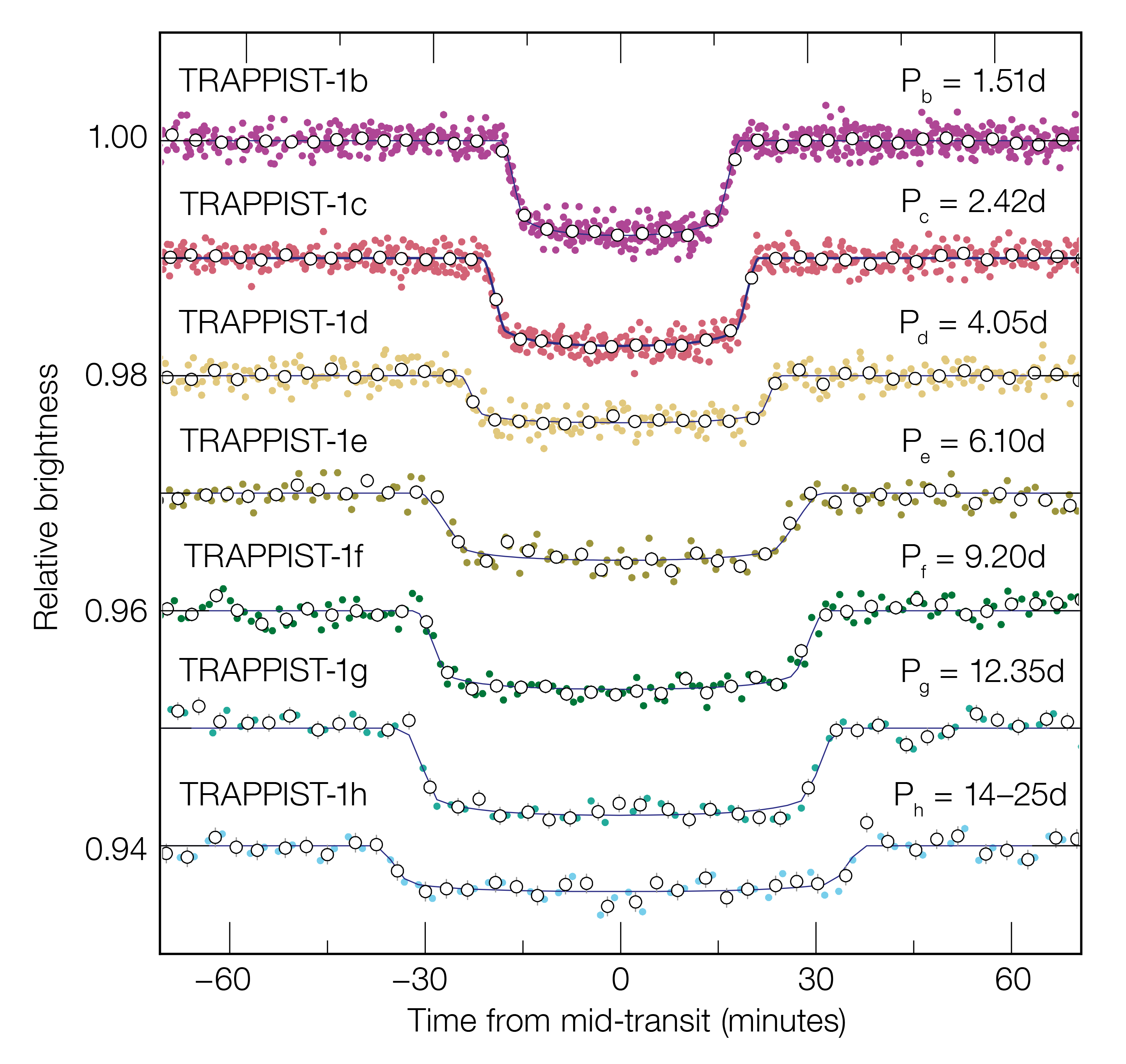
Графік, що показує падіння яскравості зірки TRAPPIST-1 через транзити планети або перешкоди зоряному світлу. Більші планети створюють глибші провали, а інші планети створюють довші провали.

#### Техніка, переваги та недоліки
У той час як метод радіальної швидкості надає інформацію про масу планети, фотометричний метод може визначити радіус планети. Якщо планета перетинає (проходить) перед диском своєї батьківської зірки, то спостережувана візуальна яскравість зірки падає на невелику величину, залежно від відносних розмірів зірки та планети. Наприклад, у випадку HD 209458 зірка тьмяніє на 1,7%. Однак більшість транзитних сигналів значно менші; наприклад, планета розміром із Землю, що проходить через зірку, схожу на Сонце, створює затемнення лише на 80 частин на мільйон (0,008 відсотка).
Теоретична модель кривої блиску транзитної екзопланети передбачає такі характеристики спостережуваної планетарної системи: глибину проходження (δ), тривалість проходження (T), тривалість входу/виходу (τ) і період екзопланети (P). Однак ці спостережувані величини базуються на кількох припущеннях. Для зручності розрахунків приймемо планету і зірку сферичними, зоряний диск однорідним, орбіту круговою. Залежно від відносного положення екзопланети, що проходить через неї, спостережувані фізичні параметри кривої блиску змінюватимуться. Глибина проходження (δ) кривої транзитного блиску описує зменшення нормалізованого потоку зірки під час проходження. Це деталізує радіус екзопланети в порівнянні з радіусом зірки. Наприклад, якщо екзопланета проходить через зірку розміром із сонячним радіусом, планета з більшим радіусом збільшить глибину проходження, а планета з меншим радіусом зменшить глибину проходження. Тривалість транзиту (T) екзопланети — це час, який планета витрачає на транзит навколо зірки. Цей спостережуваний параметр змінюється відносно того, наскільки швидко чи повільно планета рухається по своїй орбіті під час проходження зорі. Тривалість входу/виходу (τ) транзитної кривої блиску описує тривалість часу, який потрібен планеті, щоб повністю покрити зірку (вхід) і повністю відкрити зірку (вихід). Якщо планета проходить від одного кінця діаметра зірки до іншого, тривалість входу/виходу коротша, оскільки планеті потрібно менше часу, щоб повністю покрити зірку. Якщо планета проходить через зірку відносно будь-якої точки, відмінної від діаметра, тривалість входу/виходу подовжується, коли ви віддаляєтесь від діаметра, оскільки планета витрачає довший час, частково закриваючи зірку під час свого транзиту. З цих спостережуваних параметрів за допомогою розрахунків визначається ряд різних фізичних параметрів (велика напіввісь, маса зірки, радіус зірки, радіус планети, ексцентриситет і нахил). За допомогою комбінації вимірювань радіальної швидкості зірки також визначається маса планети.

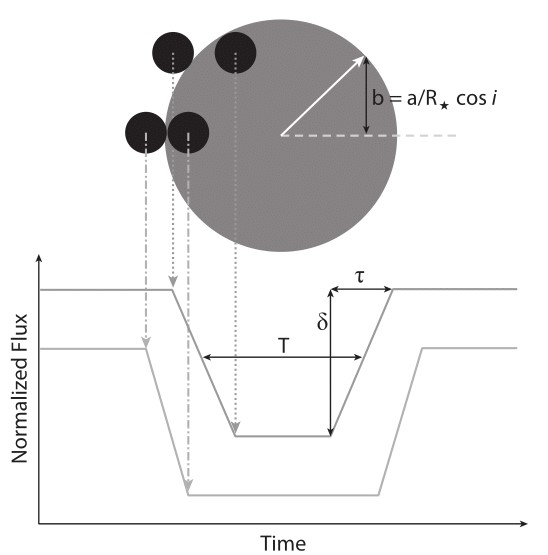
Теоретична крива блиску транзитної екзопланети. На цьому зображенні показано глибину проходження (δ), тривалість проходження (T) і тривалість входу/виходу (τ) транзитної екзопланети відносно положення екзопланети щодо зірки.

Цей метод має два істотних недоліки. По-перше, транзити планет можна спостерігати лише тоді, коли орбіта планети ідеально вирівняна з точки зору астрономів. Імовірність того, що площина орбіти планет опиниться прямо на лінії зору на зірку, дорівнює відношенню діаметра зірки до діаметра орбіти (у малих зірок радіус планети також є важливим фактором). Близько 10% планет з малими орбітами мають таке вирівнювання, і частка зменшується для планет з більшими орбітами. Для планети, що обертається навколо зірки розміром із Сонце на відстані 1 астрономічної одиниці, ймовірність випадкового вирівнювання, що спричинить транзит, становить 0,47%. Таким чином, метод не може гарантувати, що якась конкретна зірка не є господарем планет. Однак, скануючи великі ділянки неба, що містять тисячі або навіть сотні тисяч зірок одночасно, дослідження транзиту можуть знайти більше позасонячних планет, ніж метод радіальної швидкості. Кілька досліджень використовували цей підхід, наприклад, наземний проект MEarth, SuperWASP, KELT і HATNet, а також космічні місії COROT, Kepler і TESS. Перевага методу транзиту також полягає у виявленні планет навколо зірок, які розташовані на відстані кількох тисяч світлових років. Найвіддаленіші планети, виявлені пошуком екстрасонячної планети SWEEPS, розташовані поблизу галактичного центру. Однак надійні подальші спостереження за цими зірками майже неможливі за сучасних технологій.
Другим недоліком цього методу є висока кількість помилкових виявлень. Дослідження 2012 року показало, що рівень помилкових спрацьовувань транзитів, спостережуваних місією «Кеплер», може сягати 40% в однопланетних системах. З цієї причини зірка з виявленням одного транзиту потребує додаткового підтвердження, як правило, за допомогою методу радіальної швидкості або методу модуляції орбітальної яскравості. Метод радіальної швидкості особливо необхідний для планет розміром з Юпітер або більших, оскільки об’єкти такого розміру охоплюють не лише планети, а й коричневих карликів і навіть маленькі зірки. Оскільки відсоток хибнопозитивних результатів дуже низький у зірок із двома чи більше планетами-кандидатами, такі виявлення часто можна підтвердити без значних подальших спостережень. Деякі також можна підтвердити за допомогою методу зміни часу доставки.
Багато точок світла на небі мають варіації яскравості, які за вимірюваннями потоку можуть виглядати як транзитні планети. Хибно-позитивні результати в методі транзитної фотометрії виникають у трьох поширених формах: змішані затемнені подвійні системи, затемнені подвійні системи, що пасуться, і транзити зірок розміром з планету. Затемнювальні подвійні системи зазвичай створюють глибокі затемнення, які відрізняють їх від транзитних екзопланет, оскільки планети зазвичай менші приблизно за 2RJ,, але затемнення дрібніші для змішаних або ковзаючих затемнених подвійних систем.

#### Історія
Перша екзопланета, транзити якої спостерігалися для HD 209458 b, яка згодом була відкрита за допомогою методу радіальної швидкості. Ці транзити спостерігали в 1999 році дві групи під керівництвом Девіда Шарбоно та Грегорі В. Генрі. Першою екзопланетою, відкритою транзитним методом, була OGLE-TR-56b у 2002 році за проектом OGLE.
Місія Французького космічного агентства CoRoT розпочалася в 2006 році для пошуку планетних транзитів з орбіти, де відсутність мерехтіння атмосфери дозволяє підвищити точність. Ця місія була розроблена, щоб мати можливість виявляти планети «в кілька разів або в кілька разів більші за Землю» і показала результати «краще, ніж очікувалося», з відкриттям двох екзоплане (обидві типу «гарячий Юпітер») станом на початок 2008 року. У червні 2013 року кількість екзопланет CoRoT становила 32, і кілька ще належить підтвердити. Супутник несподівано припинив передачу даних у листопаді 2012 року (після того, як його місія була двічі продовжена), і був виведений з експлуатації в червні 2013 року.

### Модуляції відбиття та випромінювання
Короткоперіодичні планети на близьких орбітах навколо своїх зірок зазнають змін відбитого світла, оскільки, як і Місяць, вони проходитимуть фази від повної до нової та назад. Крім того, оскільки ці планети отримують багато зоряного світла, воно нагріває їх, роблячи теплові викиди потенційно помітними. Оскільки телескопи не можуть відрізнити планету від зірки, вони бачать лише об’єднане світло, і яскравість головної зірки періодично змінюється на кожній орбіті. Хоча ефект невеликий — необхідна фотометрична точність приблизно така ж, як для виявлення планети розміром із Землю, яка проходить через зірку сонячного типу — такі планети розміром з Юпітер з орбітальним періодом у кілька днів можна виявити за допомогою космічних телескопів, таких як Космічна обсерваторія Кеплера. Як і за допомогою транзитного методу, легше виявити великі планети, що обертаються близько до батьківської зірки, ніж інші планети, оскільки ці планети вловлюють більше світла від батьківської зірки. Коли планета має високе альбедо і розташована навколо відносно яскравої зірки, її світлові зміни легше виявити у видимому світлі, тоді як темніші планети або планети навколо низькотемпературних зірок легше виявити за допомогою інфрачервоного світла за допомогою цього методу. У довгостроковій перспективі цей метод може виявити більшість планет, які будуть відкриті цією місією, оскільки зміна відбитого світла з фазою орбіти значною мірою не залежить від нахилу орбіти та не вимагає, щоб планета проходила перед диском зірки. Він все ще не може виявити планети з круговими орбітами з точки зору Землі, оскільки кількість відбитого світла не змінюється під час його орбіти.
Фазова функція планети-гіганта також є функцією її теплових властивостей і атмосфери, якщо така є. Тому фазова крива може обмежувати інші властивості планети, такі як розподіл частинок атмосфери за розміром. Коли планета проходить транзитом і її розмір відомий, крива зміни фази допомагає обчислити або обмежити альбедо планети. Це складніше з дуже гарячими планетами, оскільки світіння планети може заважати під час обчислення альбедо. Теоретично альбедо також можна виявити у нетранзитних планет при спостереженні змін світла з кількома довжинами хвиль. Це дозволяє вченим визначити розмір планети, навіть якщо планета не проходить через зірку.

### Релятивістське випромінювання
Окремий новий метод виявлення екзопланет за змінами світла використовує релятивістське випромінювання спостережуваного потоку від зірки внаслідок її руху. Він також відомий як доплерівське випромінювання або доплерівське посилення. Метод був вперше запропонований Абрахамом Лоебом і Скоттом Гауді в 2003 році. Оскільки планета тягне зірку своєю гравітацією, щільність фотонів і, отже, видима яскравість зірки змінюються з точки зору спостерігача. Як і метод радіальної швидкості, його можна використовувати для визначення ексцентриситету орбіти та мінімальної маси планети. За допомогою цього методу легше виявити масивні планети поблизу своїх зірок, оскільки ці фактори посилюють рух зірки. На відміну від методу радіальної швидкості, він не вимагає точного спектру зірки, і тому його можна легше використовувати для пошуку планет навколо зірок, що швидко обертаються, і більш віддалених зірок.

### Еліпсоїдні варіації
Масивні планети можуть спричиняти незначні припливні спотворення зірок-власників. Коли зірка має злегка еліпсоїдну форму, її видима яскравість змінюється залежно від того, чи сплющена частина зірки звернена до точки зору спостерігача. Як і метод релятивістського випромінювання, він допомагає визначити мінімальну масу планети, а його чутливість залежить від нахилу орбіти планети. Ступінь впливу на видиму яскравість зірки може бути набагато більшою, ніж за допомогою методу релятивістського випромінювання, але цикл зміни яскравості відбувається вдвічі швидше. Крім того, планета більше спотворює форму зірки, якщо вона має низьке відношення великої піввісь до радіуса зірки, а щільність зірки низька. Це робить цей метод придатним для пошуку планет навколо зірок, які залишили головну послідовність.

### Таймінг пульсару

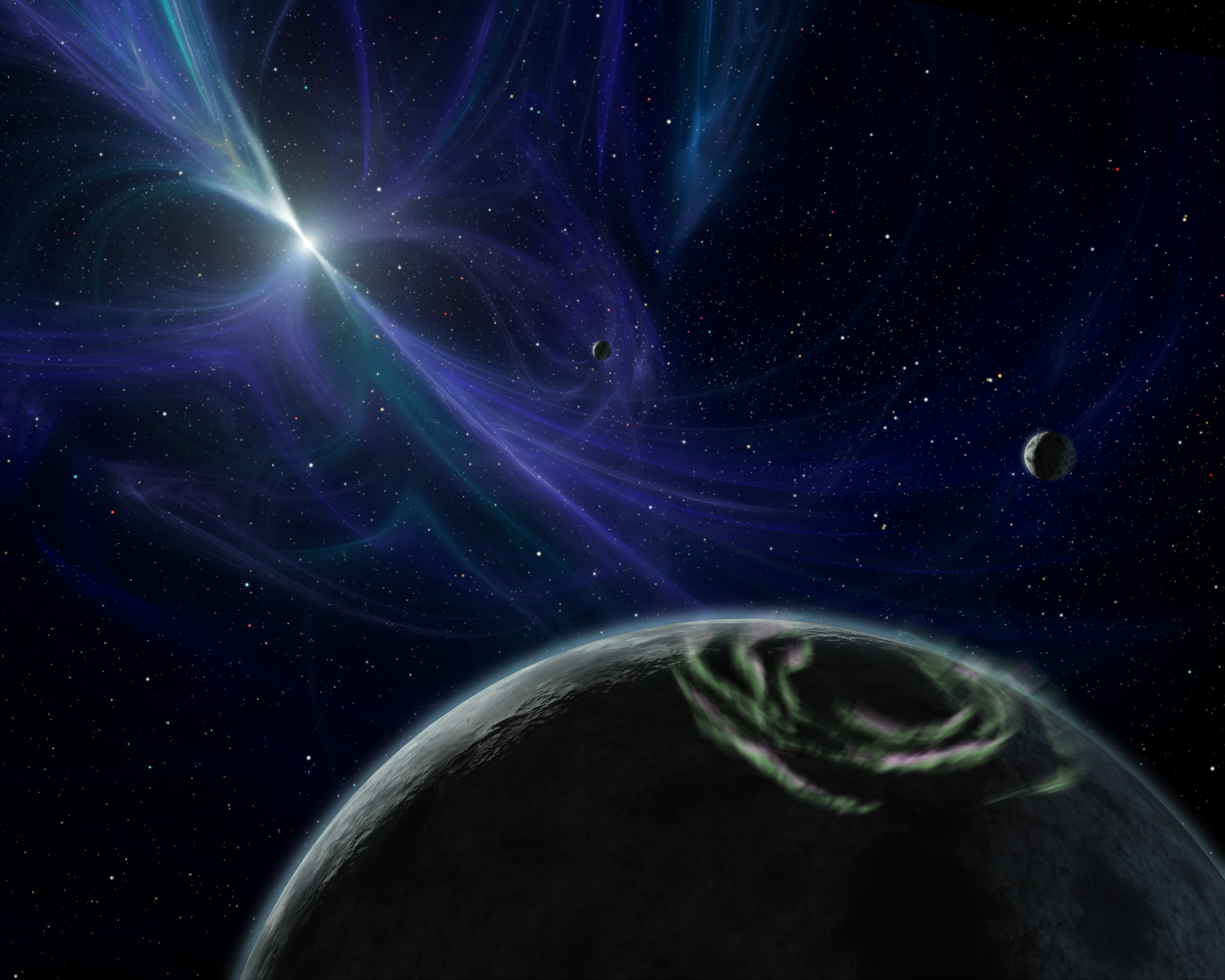
Планетарна система пульсару PSR 1257+12 в уяві художника.

Пульсар — це нейтронна зірка: маленький надщільний залишок зірки, яка вибухнула як наднова. Пульсари дуже регулярно випромінюють радіохвилі під час обертання. Оскільки власне обертання пульсара настільки регулярне, невеликі аномалії в синхронізації спостережуваних радіоімпульсів можна використовувати для відстеження руху пульсара. Як і звичайна зірка, пульсар буде рухатися по своїй маленькій орбіті, якщо він має планету. Розрахунки на основі спостережень за синхронізацією імпульсів можуть потім виявити параметри цієї орбіти.
Спочатку цей метод не був розроблений для виявлення планет, але він настільки чутливий, що він здатний виявляти планети, набагато менші, ніж будь-який інший метод, аж до однієї десятої маси Землі. Він також здатний виявляти взаємні гравітаційні збурення між різними членами планетної системи, тим самим відкриваючи додаткову інформацію про ці планети та параметри їхніх орбіт. Крім того, він може легко виявляти планети, які знаходяться відносно далеко від пульсара.
Існує два основних недоліки методу вимірювання часу пульсарів: пульсари відносно рідкісні, і для формування планети навколо пульсара потрібні особливі обставини. Тому малоймовірно, що таким чином буде знайдено велику кількість планет. Крім того, життя, ймовірно, не виживе на планетах, що обертаються навколо пульсарів, через високу інтенсивність навколишнього випромінювання.

### Змінний зірковий таймінг
Подібно до пульсарів, деякі інші типи пульсуючих змінних зірок є достатньо регулярними, щоб радіальну швидкість можна було визначити чисто фотометрично за доплерівським зсувом частоти пульсації без потреби в спектроскопії. Цей метод не такий чутливий, як метод таймінгу пульсару, оскільки періодична активність є довшою та менш регулярною. Легкість виявлення планет навколо змінної зірки залежить від періоду пульсації зірки, регулярності пульсацій, маси планети та її відстані від головної зірки.
Перший успіх із цим методом прийшов у 2007 році, коли було виявлено навколо пульсуючої субкарликової зірки V391 Pegasi b.

### Транзитно-таймінгова варіація

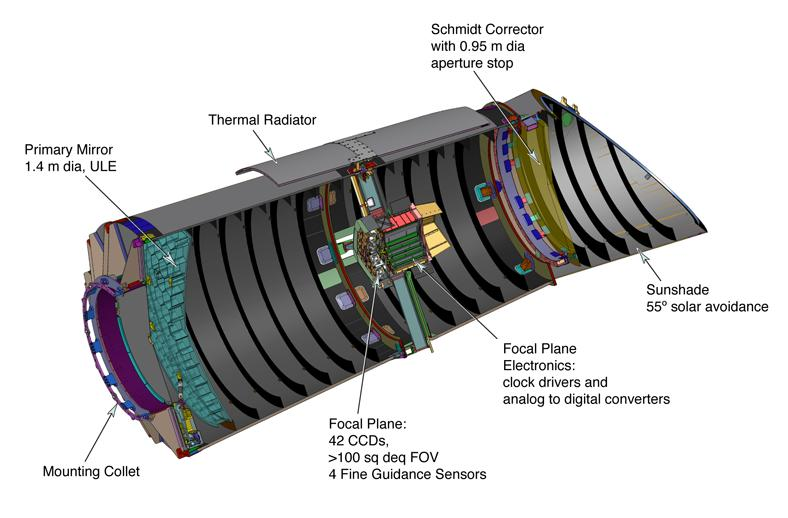
Місія Кеплер, місія NASA, яка здатна виявляти позасонячні планети

Метод транзитно-таймінгової варіації враховує, чи відбуваються транзити зі строгою періодичністю, чи є варіація. Коли виявлено кілька транзитних планет, їх часто можна підтвердити за допомогою методу варіації часу транзиту. Це корисно в планетарних системах далеко від Сонця, де методи радіальної швидкості не можуть виявити їх через низьке співвідношення сигнал/шум. Якщо планету було виявлено транзитним методом, то варіації часу проходження забезпечують надзвичайно чутливий метод виявлення додаткових нетранзитних планет у системі з масами, порівнянними з масами Землі. Легше виявити варіації часу проходження, якщо планети мають відносно близькі орбіти, і коли принаймні одна з планет є більш масивною, що призводить до більшого збурення орбітального періоду менш масивної планети.
Головним недоліком методу вимірювання часу транзиту є те, що зазвичай мало що можна дізнатися про саму планету. Транзитно-таймінгові варіації можуть допомогти визначити максимальну масу планети. У більшості випадків він може підтвердити, чи має об’єкт планетарну масу, але він не накладає вузьких обмежень на його масу. Однак є винятки, оскільки планети в системах Kepler-36 і Kepler-88 обертаються досить близько, щоб точно визначити їх маси.

### Варіація транзитної тривалості
«Варіація тривалості» означає зміни тривалості транзиту. Варіації тривалості можуть бути спричинені екзосупутником, апсидальною прецесією для ексцентричних планет через іншу планету в тій же системі або загальною теорією відносності.
Коли планету навколо планети знайдено за допомогою методу транзиту, це можна легко підтвердити за допомогою методу варіації тривалості транзиту. У тісних подвійних системах зірки значно змінюють рух супутника, а це означає, що будь-яка транзитна планета має значну варіацію в тривалості проходження. Перше таке підтвердження надійшло з Kepler-16b.

### Час затемнення бінарних мінімумів
Коли подвійна зоряна система вирівняна так, що – з точки зору Землі – зірки проходять одна перед одною на своїх орбітах, система називається «бінарно затемненною» зоряною системою. Період мінімального освітлення, коли зірка з яскравішою поверхнею принаймні частково закрита диском іншої зірки, називається первинним затемненням, а приблизно через половину орбіти відбувається вторинне затемнення, коли яскравіша площа поверхні зірки закриває собою частина іншої зірки. Ці періоди мінімального освітлення, або центральні затемнення, становлять відмітку часу в системі, подібно до імпульсів від пульсара (за винятком того, що вони не спалах, а спад яскравості). Якщо навколо подвійних зірок обертається планета, зірки будуть зміщені навколо центру мас подвійної планети. Оскільки зірки в подвійній системі зміщуються планетою вперед і назад, час мінімумів затемнення буде різним. Періодичність цього зміщення може бути найнадійнішим способом виявлення позасонячних планет навколо тісних подвійних систем. За допомогою цього методу планети легше виявити, якщо вони більш масивні, обертаються відносно близько навколо системи та якщо зірки мають малу масу.

### Гравітаційне мікролінзування

Гравітаційне мікролінзування

Гравітаційне мікролінзування виникає, коли гравітаційне поле зірки діє як лінза, збільшуючи світло далекої фонової зірки. Цей ефект виникає лише тоді, коли дві зірки майже точно вирівняні. Ефекти лінзування короткі й тривають тижнями чи днями, оскільки дві зірки та Земля рухаються одна відносно одної. За останні десять років спостерігалося більше тисячі таких ефектів.
Якщо лінзова зірка на передньому плані має планету, тоді власне гравітаційне поле цієї планети може зробити видимий внесок у ефект лінзування. Оскільки для цього потрібне дуже малоймовірне вирівнювання, дуже велику кількість далеких зірок потрібно постійно контролювати, щоб виявити внески планетарного мікролінзування з розумною швидкістю. Цей метод найбільш плідний для планет між Землею та центром галактики, оскільки галактичний центр забезпечує велику кількість фонових зірок.

### Пряме спостереження

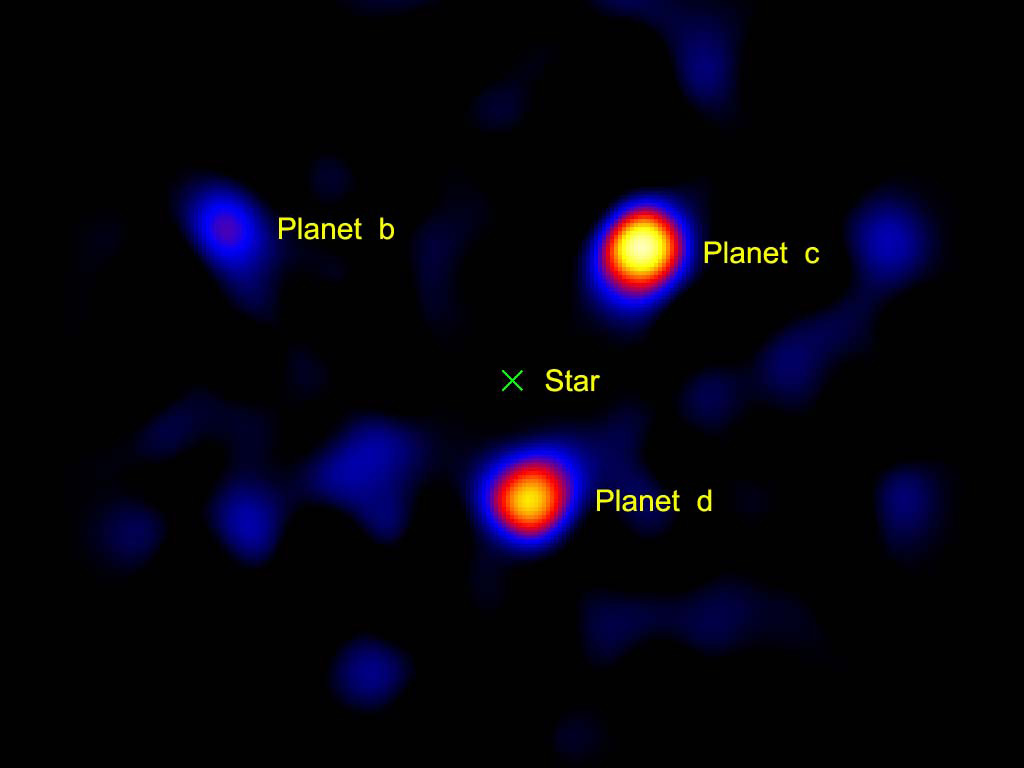
Пряме зображення екзопланети навколо зірки HR 8799 за допомогою коронографа Vortex на 1,5-метровій частині телескопа Хейла

Планети є надзвичайно слабкими джерелами світла порівняно зі зірками, і те невелике світло, яке надходить від них, зазвичай втрачається у відблисках їх батьківської зірки. Тож загалом їх дуже важко виявити та розв’язати безпосередньо з головної зірки. Планети, що обертаються досить далеко від зірок, щоб їх можна було розрізнити, відбивають дуже мало зоряного світла, тому планети виявляються за допомогою теплового випромінювання. Легше отримати зображення, коли планетна система знаходиться відносно близько до Сонця, і коли планета особливо велика (значно більша за Юпітер), далеко віддалена від своєї материнської зірки, і гаряча, так що вона випромінює інтенсивне інфрачервоне випромінювання; Потім було зроблено зображення в інфрачервоному діапазоні, де планета яскравіша, ніж у видимому діапазоні. Коронографи використовуються для блокування світла від зірки, залишаючи планету видимою. Пряме зображення екзопланети, схожої на Землю, вимагає надзвичайної оптотермічної стабільності. Під час фази акреції формування планет контраст зоря-планета може бути навіть кращим в H альфа, ніж в інфрачервоному діапазоні – зараз триває дослідження H альфа.